# Plainville (Illinois)
Plainville é uma vila localizada no estado americano de Illinois, no Condado de Adams.

## Demografia
Segundo o censo americano de 2000, a sua população era de 248 habitantes.
Em 2006, foi estimada uma população de 245, um decréscimo de 3 (-1.2%).

## Geografia
De acordo com o United States Census Bureau tem uma área de
0,6 km², dos quais 0,6 km² cobertos por terra e 0,0 km² cobertos por água.

## Localidades na vizinhança
O diagrama seguinte representa as localidades num raio de 16 km ao redor de Plainville.